# Rodmell
Rodmell är en ort och civil parish i Storbritannien.   Den ligger i grevskapet East Sussex och riksdelen England, i den södra delen av landet, 70 km söder om huvudstaden London. Rodmell ligger 7 meter över havet och antalet invånare är 502.
Terrängen runt Rodmell är huvudsakligen platt, men österut är den kuperad. Rodmell ligger nere i en dal.  Närmaste större samhälle är Brighton, 11,0 km väster om Rodmell. 